# Trzęsienie ziemi na Haiti (2021)
Trzęsienie ziemi na Haiti w 2021 roku – trzęsienie ziemi o magnitudzie 7,2, którego epicentrum znajdowało się w odległości ok. 150 km od Port-au-Prince w Haiti. Główny wstrząs nastąpił 14 sierpnia 2021 o godz. 8:30 czasu lokalnego. W wyniku kataklizmu śmierć poniosło 2248 osób, co czyni go drugim najtragiczniejszym trzęsieniem ziemi w nowożytnej historii Haiti po trzęsieniu ziemi z 2010 roku, w którym zginęło 316 tysięcy osób.
Według USGS epicentrum wstrząsów znajdowało się w rejonie miejscowości Petit Trou de Nippes. Hipocentrum znajdowało się na głębokości 10 km. Zniszczonych zostało blisko 60 tysięcy budynków, a kolejnych 76 tysięcy zostało uszkodzonych. Przez następne 24 godziny odnotowano pięć wstrząsów wtórnych. W wyniku kataklizmu, najbardziej ucierpiało miasto Les Cayes, gdzie zniszczonych lub uszkodzonych została większość budynków. Wśród ofiar śmiertelnych znalazł się były burmistrz miasta Gabriel Fortuné. Trzęsienie zniszczyło całkowicie sześć szpitali. Wiele ofiar śmiertelnych odnotowano w kościołach, gdyż wstrząsy nastąpiły w porze porannych mszy.
Zaraz po trzęsieniu ziemi haitański rząd wprowadził stan wyjątkowy w całym kraju. Z wielu krajów na Haiti dotarła pomoc humanitarna. Akcja humanitarną utrudniły działania gangów, których członkowie dokonali napadów na transporty z żywnością oraz sprzętem medycznym. Straty gospodarcze spowodowane tym trzęsieniem ziemi szacuje się na ponad 1,5 miliarda dolarów, co stanowi ponad 10% gospodarki Haiti.